# Skeletonwitch
Skeletonwitch ist eine US-amerikanische Thrash-Metal-Band aus Athens (Ohio).

## Bandgeschichte
Skeletonwitch wurde 2003 von den beiden Brüdern Chance (Gesang) und Nate Garnette (Gitarre) gegründet. Das erste Line-up bestand außerdem aus Scott Hedrick (Gitarre), Jimi Shestina (Bass) und Derrick Nau (Schlagzeug). Die Gruppe machte sich durch zahlreiche Auftritte im Underground einen Namen und veröffentlichte die DVD-R Skeletonwitch - Live, Friday the 13th 2004. Im gleichen Jahr folgte das Debütalbum At One with the Shadows als Eigenproduktion. Ein Demo, das auf den Konzerten der Gruppe verteilt wurde, folgte 2005. 2006 brachte die Gruppe die EP Worship the Witch heraus, die erste Veröffentlichung mit dem neuen Bassisten Eric Harris.
2007 erschien das Album Beyond the Permafrost über Prosthetic Records. Es folgten Auftritte im Vorprogramm von Municipal Waste, Job for a Cowboy, Amon Amarth, Dimmu Borgir 2008 und mit Children of Bodom und The Black Dahlia Murder 2009. 2008 spielte Skeleton Witch auf dem New England Metal and Hardcore Fest, ein Jahr später auf dem Scion Rock Fest in Atlanta und dem South by Southwest-Festival in Texas. Glenn Danzig suchte die Gruppe auch als Vorband für seine Blackest of the Black-Tour aus.
Am 13. Oktober 2009 erschien Breathing the Fire mit Evan Linger am Bass. Das Album wurde von Jack Endino produziert und von Scott Hull (Pig Destroyer) gemastert. Im Juli 2010 lud das Label das Lied Crushed Beyond Dust auf die Download-Seite für das Spiel Rock Band hoch. Im Sommer 2010 folgte das Ozzfest, eine Headliner-Tour durch Europa mit den Vorgruppen Warbringer und Angelus Apatrida und eine Supporttour für High on Fire in Kanada.
Während einer Tour im Oktober 2014 hörte Sänger Chance Garnette auf am Mikrofon zu stehen. Wenige Tage später musste sich Garnette vor einem Gericht in Worcester (Massachusetts) wegen Körperverletzung verantworten. Auf der folgenden Europatournee im März 2015 wurde Garnette durch Andy Horn von Cannabis Corpse ersetzt und kurze Zeit später wurde bekannt, dass die Band Garnette aufgrund seines Alkoholmissbrauchs gefeuert habe. Im Februar 2016 wurde Adam Clemans, Sänger der Band Wolvhammer und ehemalig bei Veil of Maya, als neues Mitglied vorgestellt.

## Stil
Prosthetic Records bezeichnen den Stil von Skeletonwitch als „Amalgam aus klassischem Bay-Area-Thrash, skandinavischem Death/Black Metal und NWoBHM“. Sänger Chance Garnette wechselt zwischen hohem, für den Black Metal typischem Kreischgesang und tiefem, gutturalem Growling. Die Musik ist sehr schnell gespielt, enthält aber dennoch klassische NWoBHM-Gitarrenriffs.

## Bandmitglieder

Skeletonwitch auf dem Rock unter den Eichen 2018
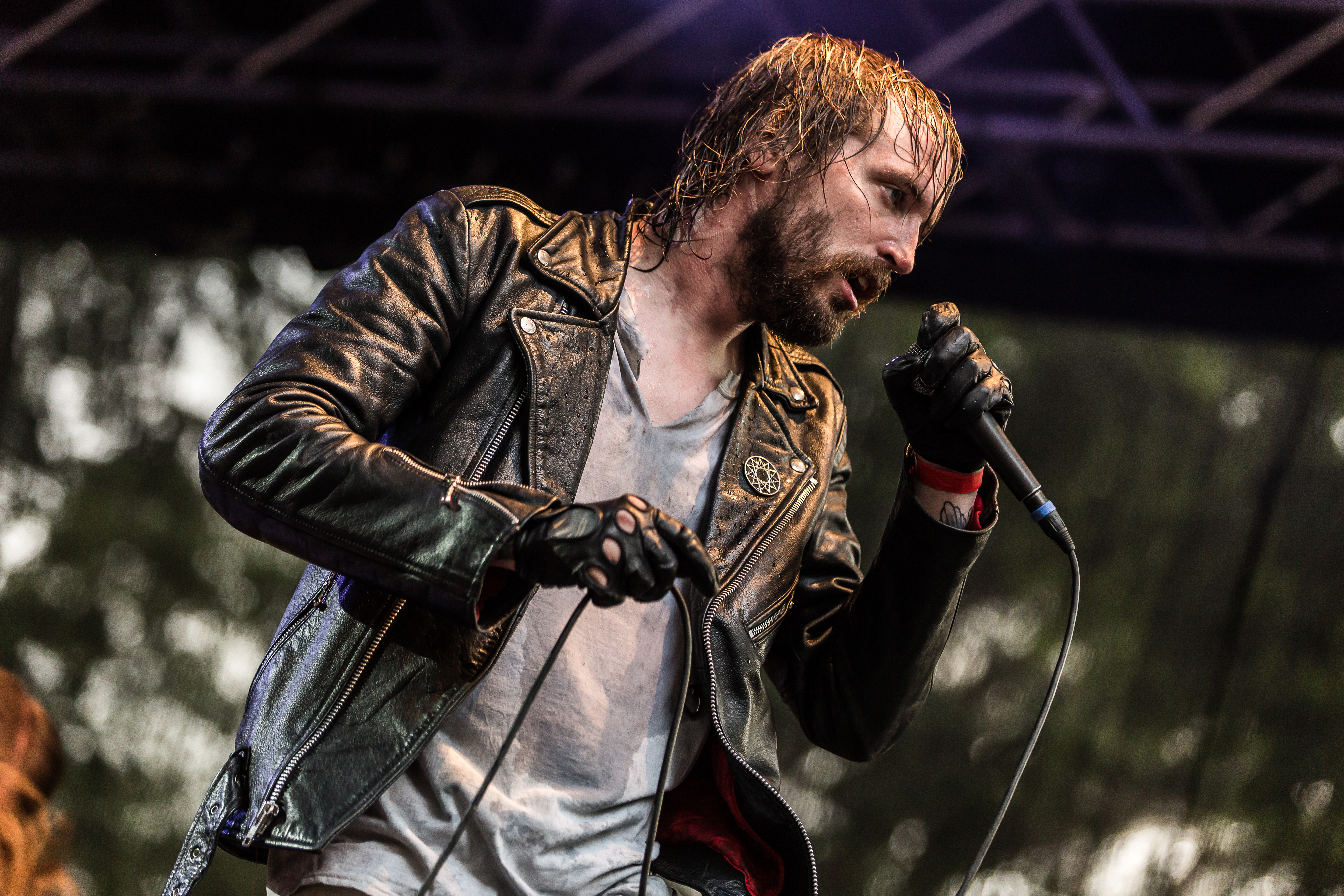
Sänger Adam Clemans
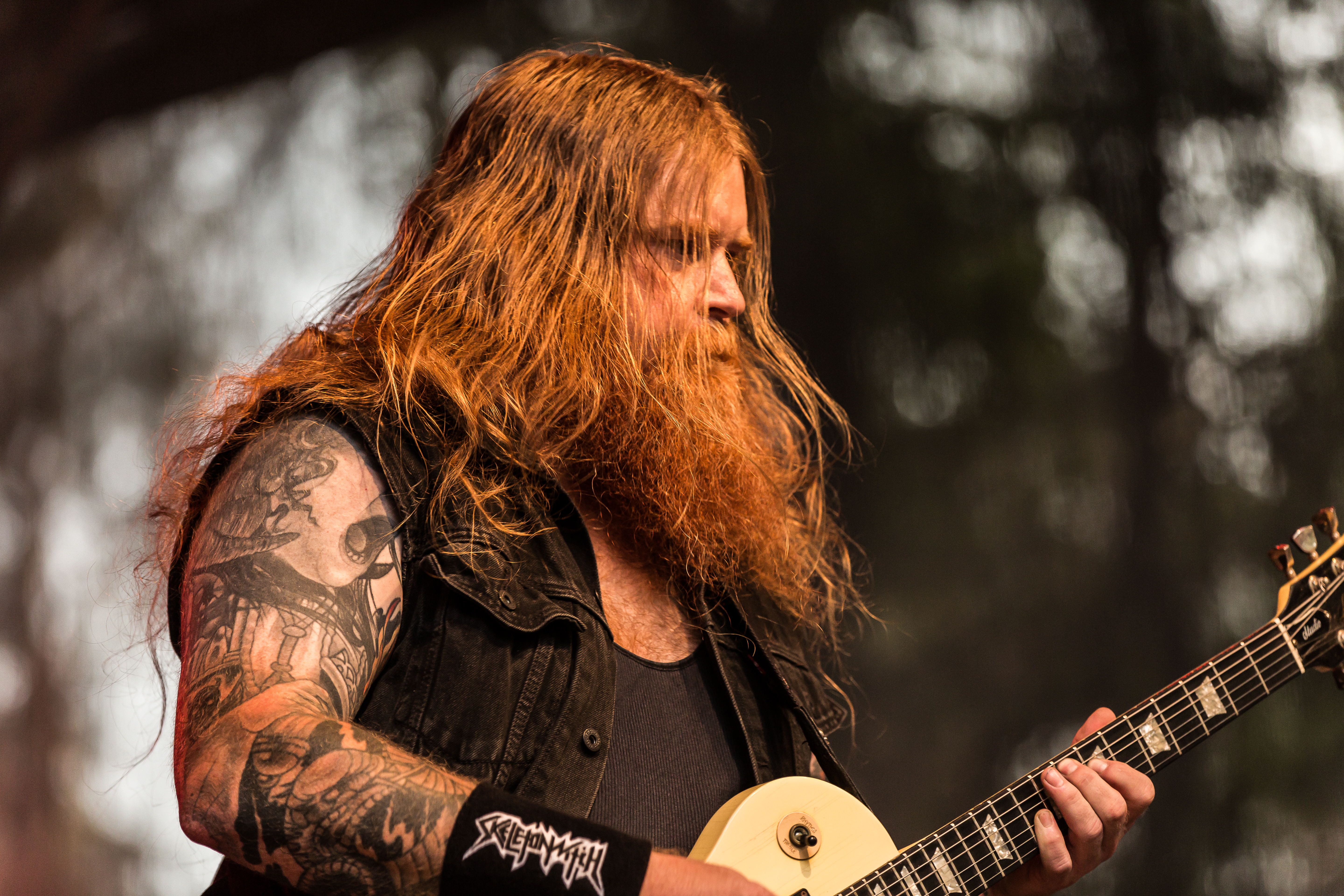
Lead-Gitarrist Nate Garnette
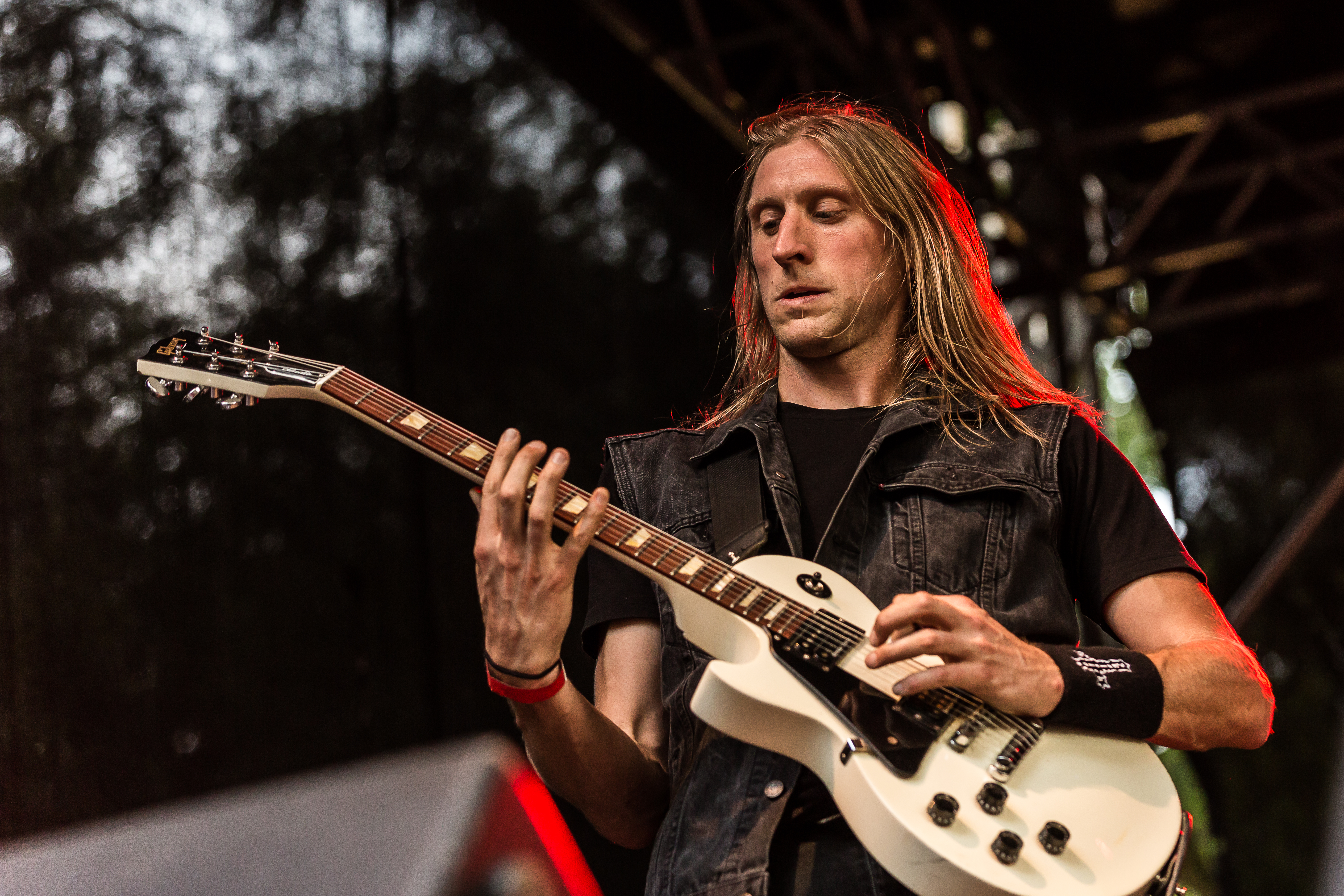
Rhythmus-Gitarrist Scott Hedrick
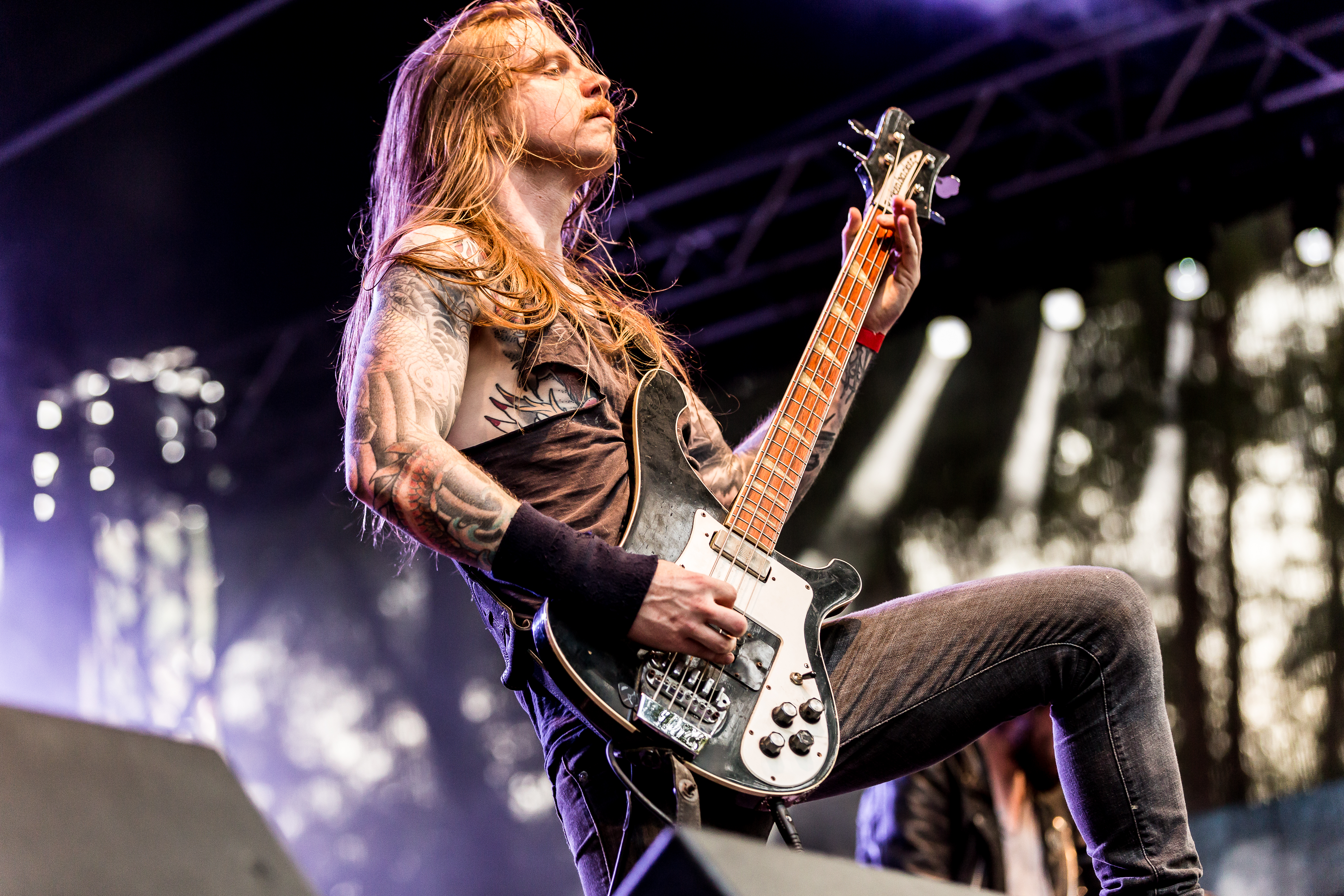
Bassist Evan Linger

## Diskografie

### Alben
- 2007: Beyond the Permafrost (Prosthetic Records)
- 2009: Breathing the Fire (Prosthetic Records)
- 2011: Forever Abomination (Prosthetic Records)
- 2013: Serpents Unleashed (Prosthetic Records)
- 2018: Devouring Radiant Light (Prosthetic Records)

### Sonstige Veröffentlichungen
- 2004: Skeletonwitch - Live, Friday the 13th (DVD-R)
- 2004: At One with the Shadows (Album)
- 2005: Demo (CD-R)
- 2006: Worship the Witch (EP)
- 2016: The Apothic Gloom EP (Prosthetic Records)